# Hog Islander

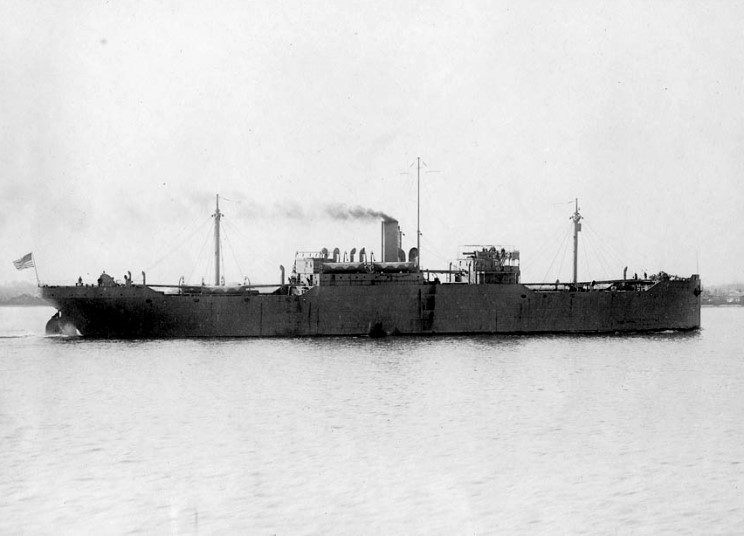
Hog Island schip SS Mary Luckenbach als USS Sac City in 1919 in dienst gekomen

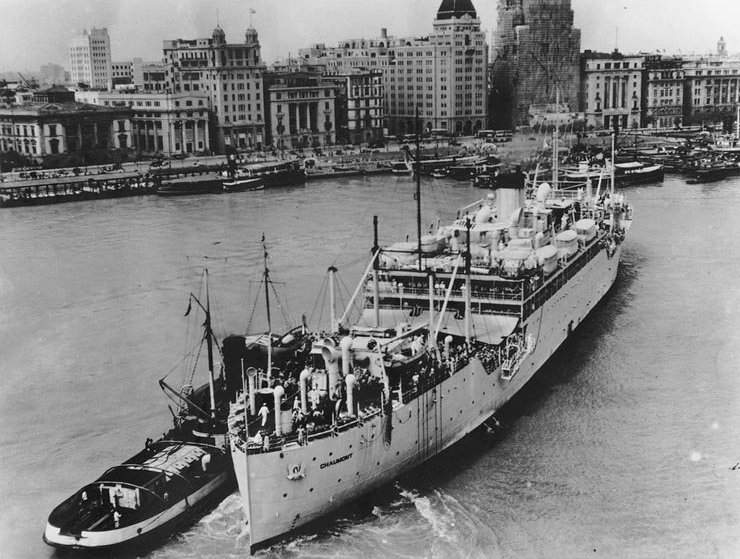
Hog Island troepenschip USS Chaumont komt aan te Shanghai in 1937

Hog Islanders waren vrachtschepen die werden gebouwd bij de noodscheepswerf Hog Island in Philadelphia aan het einde van de Eerste Wereldoorlog. De werf was een initiatief van de US Shipping Board, een overheidsorganisatie. 
Hog Island was de eerste scheepswerf die schepen in massaproductie bouwde met geprefabriceerde secties die in grote aantallen door onderaannemers werden gebouwd. De werf had 50 hellingen, 7 drijvende dokken en een gegraven dok.
De schepen gebruikten olie in plaats van kolen als brandstof. Turbines met een vermogen van 2500 pk dreven via tandwielkasten de schroef aan, waarmee een snelheid van 11,5 knopen bereikt kon worden. Het ontwerp was zeer eenvoudig zonder zeeg. 

## Ontwerp
Twee basisontwerpen werden gebouwd op de werf. Beide werden bekend als Hog Islanders. Het ontwerp Type A was een vrachtschip, terwijl Type B als troepentransportschip was ontworpen. Beide waren simpele ontwerpen, afgestemd op massaproductie en esthetische overwegingen werden niet meegenomen. Desondanks waren zij goed gebouwd en leverden zij goede prestaties qua laadvermogen en snelheid. Alle werden zij met olie gestookt en zij waren zeer modern, afgezien van hun silhouet. Vooral van Type B werd gezegd dat het was ontworpen met de noodzaak van camouflage in gedachten. Vanwege het ontbreken van een zeeg, de hoge achtersteven en gelijkmatige accommodatie zouden onderzeeboten moeite hebben om te zien in welke richting de schepen voeren. 

## Bouw
Het contract met Hog Island was voor 180 schepen, waarvan 110 vrachtschepen en 70 troepentransporschepen. Aan het einde van de oorlog waren er slechts 122 afgebouwd, waarvan alle 110 bestelde vrachtschepen. Het eerste schip, het SS Quistonck, liep van stapel op 5 augustus 1918 en het laatste van de 122 schepen op 29 januari 1921. Twaalf van de schepen werden als troepentransportschepen van 8000 ton van het Type B gebouwd. Geen van de schepen was op tijd klaar om deel te nemen aan de Eerste Wereldoorlog, maar 58 Hog Islanders werden getroffen in de Tweede Wereldoorlog. 
Het liberty-schip was een gelijksoortig concept dat werd gebouwd tijdens de Tweede Wereldoorlog.
Na het afsluiten van het bouwprogramma werd de werf gesloten. Het eiland werd verbonden met het vasteland en in 1925 maakte het terrein van de oude werf deel uit van een luchtmachtbasis. Nu behoort het gebied tot de internationale luchthaven van Philadelphia.

## Naslagwerk
- (en)  Martin James. J, The Saga of Hog Island. ISBN 978-0879260217